# هولتسهاوزن آن در هایده
هولتسهاوزن آن در هایده(به آلمانی: Holzhausen an der Haide) نام شهری‌است در بخش راین-لان در ایالت راینلاند-فالتس در غرب کشور آلمان.
هولتسهاوزن زادگاه نیکلاوس اتو مخترع موتور اتو است.